# 越南南方人民革命党
越南南方人民革命党（越南语：／）是南越历史上的一个共产主义政党，实际上是处于地下状态的越南劳动党南方局的公开组织。
1962年1月1日，在越南南方马克思列宁主义者代表会议举行后，该党成立，当时取名为越南人民革命党，后改称越南南方人民革命党。越南南方马克思列宁主义者代表会议通过的声明指出：“越南人民革命党是越南南方工人阶级和劳动人民的政党，同时也是越南南方全体爱国人民的政党。”党的当前任务是：团结、领导越南南方工人阶级、农民和其他劳动人民以及全体人民进行斗争，推翻帝国主义和封建主义的统治。声明热烈响应越南南方民族解放阵线的宣言和纲领，并且宣布人民革命党愿站在阵线的行列里，积极参加阵线的各项活动。
1975年4月30日西贡解放后，越南劳动党南方局对外公开，不再以“越南南方人民革命党”的名义活动。
该党由5人组成的中央执行委员会领导，包括主席武志公和总书记阮文灵。